# Савчук Оксана Василівна (політик)
Окса́на Васи́лівна Криволі́нська (20 березня 1983, с.Чернів), у шлюбі Савчу́к — українська політик, народний  депутат України, член політичної партії Всеукраїнське об'єднання «Свобода». З грудня 2015 року по серпень 2019 року секретарка Івано-Франківської міської ради. На позачергових виборах до Верховної Ради України обрана у народні депутати України дев'ятого скликання.

## Життєпис
Народилася 20 березня 1983 року в селі Чернів Рогатинського району Івано-Франківської області.
Навчалася у загальноосвітній школі № 25 м. Івано-Франківська (тепер Ліцей № 25 Івано-Франківської міської ради). Закінчила Прикарпатський національний університет імені Василя Стефаника за спеціальністю «Викладач української мови та літератури».
Працювала у дитячо-юнацькому пластовому центрі заступником  директора з виховної роботи.
Депутат Івано-Франківської міської ради шостого та сьомого демократичних скликань.
Народний  депутат України дев'ятого демократичного скликання.
Співзасновниця та керівник Західного регіону ВГО «Українська жіноча демократична мережа».
Засновниця та організатор фестивалю «Каскад Фест. Фестиваль добрих сусідів».
Ініціатор проєктів: «Місяць здоров'я», «Електронна черга для вступу дітей до дитячих садків в Івано-Франківську», «Створення тематичних муралів в Івано-Франківську», екорух «Квітуча Галичина», "Молодь і влада" та "Рідна Галичина".
У 2018 році Оксана Савчук нагороджена подякою-благословенням Папи Римського Франциска за вагомий внесок у допомогу розбудови храму св. апостола Юди Тадея в місті Івано-Франківську.
Народний депутат Оксана Савчук є співголовою одного з найбільших в історії Верховної Ради України міжфракційного депутатського об'єднання «Цінності. Гідність. Родина». До складу якого увійшло майже 300 народних депутатів.
У 2020 році закінчила навчання в Національній академії державного управління при Президентові України.
Національний рекорд України
Оксана Савчук стала співорганізатором та автором ідеї встановлення національного рекорду України. 14 жовтня 2020 року Національний реєстр рекордів зафіксував новий рекорд — Найтриваліший онлайн-марафон патріотичної тематики в соціальній мережі «Покрова».
14 грудня 2021 року Епіфаній (митрополит Київський) нагородив Оксану Савчук орденом святого рівноапостольного княза Володимира III ступеня «За заслуги перед Помісною Українською Православною Церквою та побожним народом».

## Політична діяльність
У 2010 та 2015 роках двічі обиралась депутатом Івано-Франківської міської ради від ВО «Свобода». Член політичної партії Всеукраїнське об'єднання «Свобода», член депутатської фракції ВО «Свобода» в Івано-Франківській міській раді. Очолювала постійну депутатську комісію з питань духовного відродження, науки, освіти, культури, молодіжної політики та спорту.
З 1 грудня 2015 року — секретар Івано-Франківської міської ради.
На позачергових виборах до Верховної Ради України у 2019 році перемогла як висуваниця ВО «Свобода» у округу № 83 (м. Івано-Франківськ).
Член Комітету Верховної Ради з питань транспорту та інфраструктури, голова підкомітету з питань безпеки дорожнього руху та безпеки на транспорті.

## Особисте життя
У 2008 році одружилася з Андрієм Савчуком. Виховують сина Дмитра.

## Інтерв'ю
- 5 канал — Локдаун нічого не змінить": нардепка порадила, як Україні ефективно боротися з COVID-19
- Український тиждень — Оксана Савчук: «Країною керують люди, які дуже залежні від думки олігархів»
- Жінки — це 50 % успіху України — Оксана Савчук: Не бійтеся бути «білою вороною» у політиці
- Главком — Єдина представниця «Свободи» у парламенті: У «Лізі сміху» пластунів немає
- Галичина — Оксана Савчук: Пріоритетом держави завжди має залишатись людина

- Оксана Савчук-Криволінська (особиста сторінка) у соцмережі «Facebook»
- Оксана Савчук (офіційна сторінка) у соцмережі «Facebook»
- Оксана Савчук  у соцмережі «Instagram»